# Josefskapelle (Mittelrode)
| St.-Josef-Kapelle (Mittelrode) |                    |
|                                |                    |
| Gesamtansicht                  |                    |
| Ort                            | Mittelrode         |
| Konfession                     | römisch-katholisch |
| Diözese                        | Fulda              |
| Patrozinium                    | St. Josef          |
| Baujahr                        | 1720               |
| Bautyp                         | Saalkirche         |
| Funktion                       | Filialkirche       |

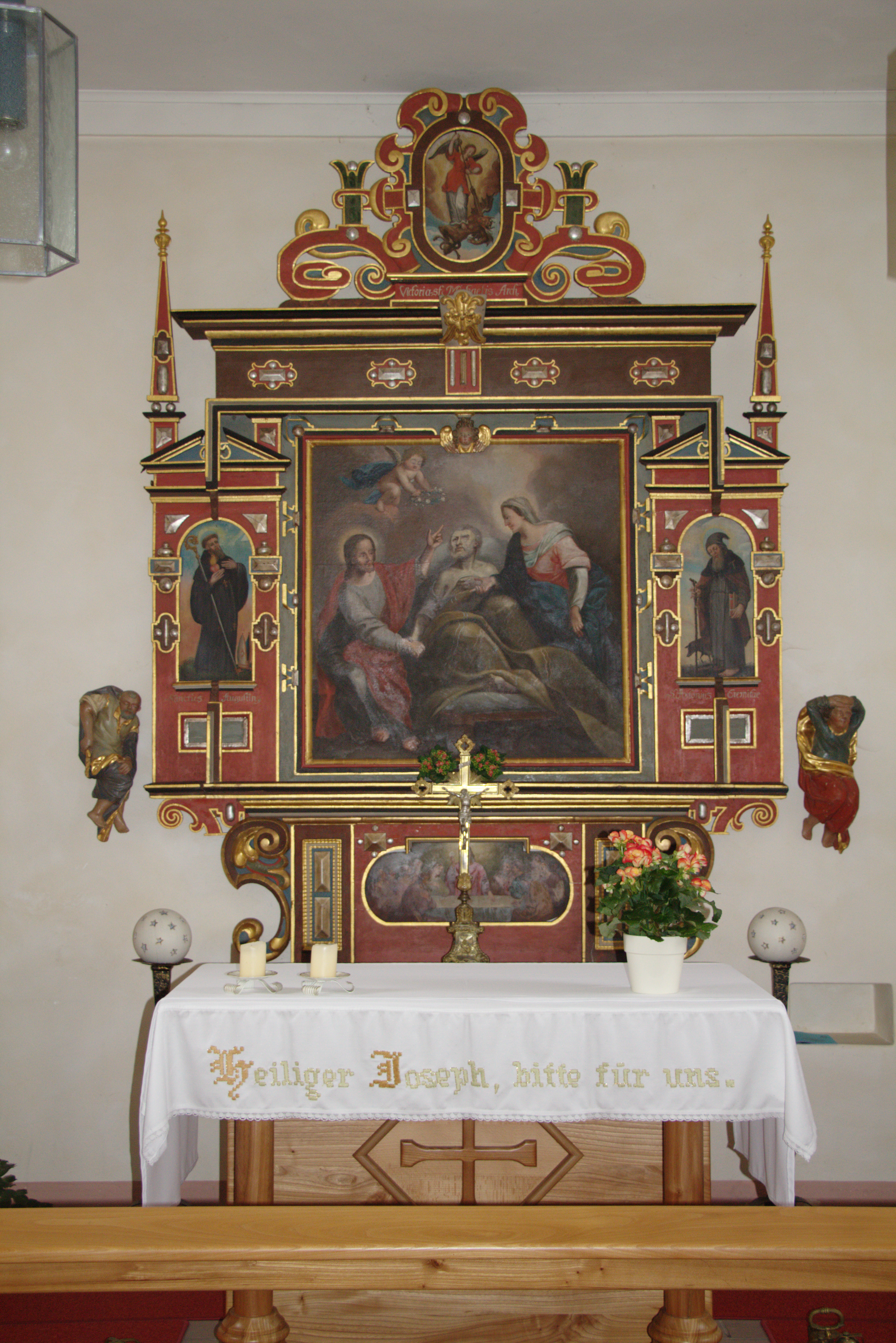
Innenansicht der Kapelle

Die St.-Josef-Kapelle ist eine römisch-katholische Kapelle in Mittelrode, einem Stadtteil von Fulda im Landkreis Fulda in Hessen.
Sie ist Filialkirche von St. Martin, Fulda und zählt zum Dekanat Fulda in der Diözese Fulda.

## Geographische Lage
Das unter Denkmalschutz stehende Kapellengebäude befindet sich im Ortsmittelpunkt in der Mittelroder Straße 6 unweit der Landesstraße L 3139 nach Oberrode.

## Geschichte
Der alte Kirchspielort für Mittelrode war seit der Zeit des Klosters Fulda das nahegelegene Haimbach. 1720 in der Regierungszeit des Fuldaer Fürstabt Konstantin von Buttlar (1714–1726) und dem Haimbacher Pfarrer Johann Adam Breun (1716–1723) wurde die Kapelle erbaut und dem Hl. Josef geweiht. Das Patrozinium wird in der katholischen Kirche am 19. März gefeiert.
Die Kapelle ist der Mutterpfarrei mit der Pfarrkirche St. Markus in Haimbach zugeordnet und gehört zur Filialgemeinde St. Hubertus die die Dörfer Oberrode und Niederrode umfasst. In St. Josef Oberrode finden regelmäßige wöchentliche Gottesdienste statt. 2002 erfolgte die letzte Sanierung.

## Pfarrgemeinde
Die Kirche gehört zur Pfarrei St. Martin, unweit des Zentrums der Kreisstadt Fulda, in der die Katholiken in der Mehrheit leben.
Sie gehörte bis Dezember 2020 dem Pastoralverbund St. Antonius von Padua Fulda-West im Dekanat Fulda an:
- St. Andreas (Fulda-Neuenberg) in Fulda-Neuenberg
- St. Markus (Haimbach) in Fulda-Haimbach mit der Filialgemeinde St. Hubertus (Fulda-Oberrode) in Fulda-Oberrode sowie der Josefskapelle in Fulda-Mittelrode
- St. Laurentius (Giesel) in Giesel
- Heilig Kreuz (Fulda-Maberzell) in Maberzell

Die Kirche gehört seit 2021 zur Pfarrei St. Martin Fulda, zu der sich alle bisherigen Gemeinden des Pastoralverbundes St. Antonius von Padua Fulda-West zusammengeschlossen haben. Pfarrkirche ist die Kirche St. Andreas (Fulda-Neuenberg) in Fulda-Neuenberg. Pfarrer der neu gegründeten Pfarrei ist Pfarrer Markus Schneider.